# Acacia gemina
Acacia gemina — вид квіткових рослин з родини бобових. Ареал: Австралія (Західна Австралія).

## Середовище
Зустрічається у відкритих пустищах або чагарниках і евкаліптових лісах уздовж струмків і балок, а також на осипних схилах, віддаючи перевагу латеритним, гравійним ґрунтам.

## Біоморфологічна характеристика
Це багаторічний кущ, що досягає від 0,4 до 1,2 метра у висоту. З серпня по жовтень утворює жовті суцвіття, а зрілі стручки — наприкінці грудня — на початку січня. Вічнозелені філодії мають форму від вузько-довгастої до видовжено-довгасто-ланцетної, прямі або злегка зігнуті, голі мають довжину від 10 до 25 мм ширину від 3 до 6 мм і мають три видатні жилки.